# West Nyack
West Nyack és una concentració de població designada pel cens dels Estats Units a l'estat de Nova York. Segons el cens del 2000 tenia 3.282 habitants.

## Demografia
Segons el cens del 2000, West Nyack tenia 3.282 habitants, 1.107 habitatges, i 892 famílies. La densitat de població era de 435,5 habitants per km².
Dels 1.107 habitatges en un 36,7% hi vivien nens de menys de 18 anys, en un 70,8% hi vivien parelles casades, en un 6,9% dones solteres, i en un 19,4% no eren unitats familiars. En el 14,2% dels habitatges hi vivien persones soles el 6,1% de les quals corresponia a persones de 65 anys o més que vivien soles. El nombre mitjà de persones vivint en cada habitatge era de 2,95 i el nombre mitjà de persones que vivien en cada família era de 3,27.
Per edats la població es repartia de la següent manera: un 23,8% tenia menys de 18 anys, un 5,7% entre 18 i 24, un 29,2% entre 25 i 44, un 27,5% de 45 a 60 i un 13,8% 65 anys o més.
L'edat mediana era de 40 anys. Per cada 100 dones de 18 o més anys hi havia 91,9 homes.
La renda mediana per habitatge era de 98.931 $ i la renda mediana per família de 106.576 $. Els homes tenien una renda mediana de 67.326 $ mentre que les dones 41.518 $. La renda per capita de la població era de 40.178 $. Entorn de l'1% de les famílies i el 2,6% de la població estaven per davall del llindar de pobresa.